# Didimo il Cieco
Didimo il Cieco (Alessandria d'Egitto, 313 – 398) fu un teologo, scrittore ecclesiastico ed eremita, nonché uno dei capi della Scuola catechetica di Alessandria del IV secolo che diresse per 50 anni.
È inoltre annoverato tra i Padri della Chiesa minori ed è venerato santo dalla Chiesa ortodossa greca.

## Biografia
Nacque nel 313, rimanendo cieco a quattro anni. Ebbe come suoi discepoli San Girolamo con  Gregorio di Nazianzio, preceduti da Rufino di Aquileia, che lo conobbe tra il 373 e il 377 in compagnia di Melania l'anziana. Tutto ciò lo portò a godere di un certo prestigio durante la sua epoca; tra i suoi allievi più famosi ci fu anche, sebbene per un breve periodo, Santa Paola.

Praticò una dura forma di ascetismo e condusse una vita da eremita. Morì nel 398. La condivisione e la difesa che compì in vita riguardo ad alcune affermazioni teologiche di Origene, considerate eretiche dalla Chiesa, tra cui la preesistenza delle anime alla nascita del corpo e l'apocatastasi, gli costò una condanna da parte dell'editto di Giustiniano e del Concilio di Costantinopoli II, nel 553. Fu inoltre condannato anche dal Concilio di Costantinopoli III insieme a Evagrio Pontico, condanna citata dal Concilio Lateranense del 649 e dal Concilio di Firenze nella versione latina degli atti.
Fu autore di tre libri Sulla Trinità, un trattato Sullo Spirito Santo e un altro Contro i Manichei. Scrisse anche diversi commenti ai libri dell'Antico e del Nuovo Testamento, dei quali ci sono pervenuti solo alcuni frammenti. Sono andati perduti i suoi dodici libri Sui dogmi e Contro gli Ariani, nonché Sulle sètte e la sua Difesa di Origene.

## Pensiero teologico
Benché non fosse un brillante pensatore, Didimo contribuì notevolmente alla comprensione della Trinità con la sua formula: «Una sostanza e tre ipostasi». Difese anche l'esistenza di un'anima umana nella persona di Cristo, ma non parlò di fusione della natura umana con quella divina, bensì dell'esistenza di due nature e di due volontà. Partendo dalla cristologia, Didimo si occupò della dottrina dello Spirito Santo, che considera increato come il Figlio: Esso è Dio ed è uguale al Padre. Per Didimo, lo Spirito Santo è il dispensatore di grazie divine nella Chiesa. Grazie a lui, la Chiesa si trasforma in Mater dei cristiani, ai quali dispensa la luce di Cristo mediante il Battesimo. Ciò nonostante, Didimo preferisce chiamare la Chiesa «Corpo di Cristo», anziché «Madre». L'asceta, seguendo la dottrina cattolica ortodossa, afferma che il peccato originale consiste nella caduta di Adamo ed Eva, e viene trasmesso dai genitori ai figli attraverso l'atto sessuale ed il concepimento, il che spiega perché Gesù dovesse essere partorito da una vergine.
Il Battesimo cancella il peccato originale ed ha come conseguenza l'adozione a figli di Dio. Per questo motivo il Battesimo è indispensabile per la salvezza, sebbene possa venire sostituito dal martirio. Didimo nega inoltre la validità del Battesimo dato dagli eretici. La mariologia di Didimo insiste sul fatto che Maria fu sempre vergine, sia prima che dopo la nascita di Gesù; inoltre, insiste nel chiamarla Madre di Dio (Theotókos). Sul piano antropologico, Didimo condivise l'eresia origenista sostenendo che l'anima fosse stata rinchiusa nel corpo come castigo per i precedenti peccati, appoggiando in questo modo l'idea platonico-origenista della preesistenza. 

San Girolamo sostenne (Adv. Ruf., I, 6) che Didimo fosse origenista anche sul piano escatologico, poiché credeva in una salvezza universale alla fine dei tempi, e ciò è riconosciuto da alcuni studiosi moderni, mentre per altri risulta difficile accettare una tale opinione a partire dai suoi scritti. D'altronde è innegabile che negli stessi scritti Didimo parli ripetutamente dell'inferno e dell'eterno castigo (De Trin., II, 12; II, 26). Johannes Quasten ha sottolineato che la testimonianza di Girolamo può considerarsi corretta posto che Didimo intendesse per "salvezza universale" che nel mondo futuro non vi sarà più peccato e che gli angeli ribelli desiderino essere redenti, ma entrambe le affermazioni non necessariamente devono vedersi contrapposte alla tesi di un castigo eterno per i condannati.

## Opere
- Contra Arianos
- Contra Manichaeos
- De dogmatibus
- De sectis
- De Spiritu Sancto
- De Trinitate: manoscritto anonimo rinvenuto in un'unica copia presso la Biblioteca Angelica di Roma, che conserva anche manoscritti di Sant'Agostino o di San Tommaso d'Aquino. Fu pubblicato per la prima volta da Giovanni Luigi Mingarelli (1722-1793). Nel 2013 lo studioso István Perczel ha proposto la sua identificazione con l'Outlines of Theology, menzionato più volte nel Corpus Dionysianum come la sua principale opera di teologia positiva. Il Corpus viene inteso come un'opera molto più ampia, integrata con i testi citati al suo interno, la quale fu realizzata da un singolo autore ovvero da un gruppo di molteplici pseudo-epigrafisti coevi.[8]
- Defensio Origenis